# Flamarens
Flamarens é uma comuna francesa na região administrativa de Occitânia, no departamento de Gers. Estende-se por uma área de 14,36 km². Em 2010 a comuna tinha 155 habitantes (densidade: 10,8 hab./km²).